# Alexander Campbell (Theologe)

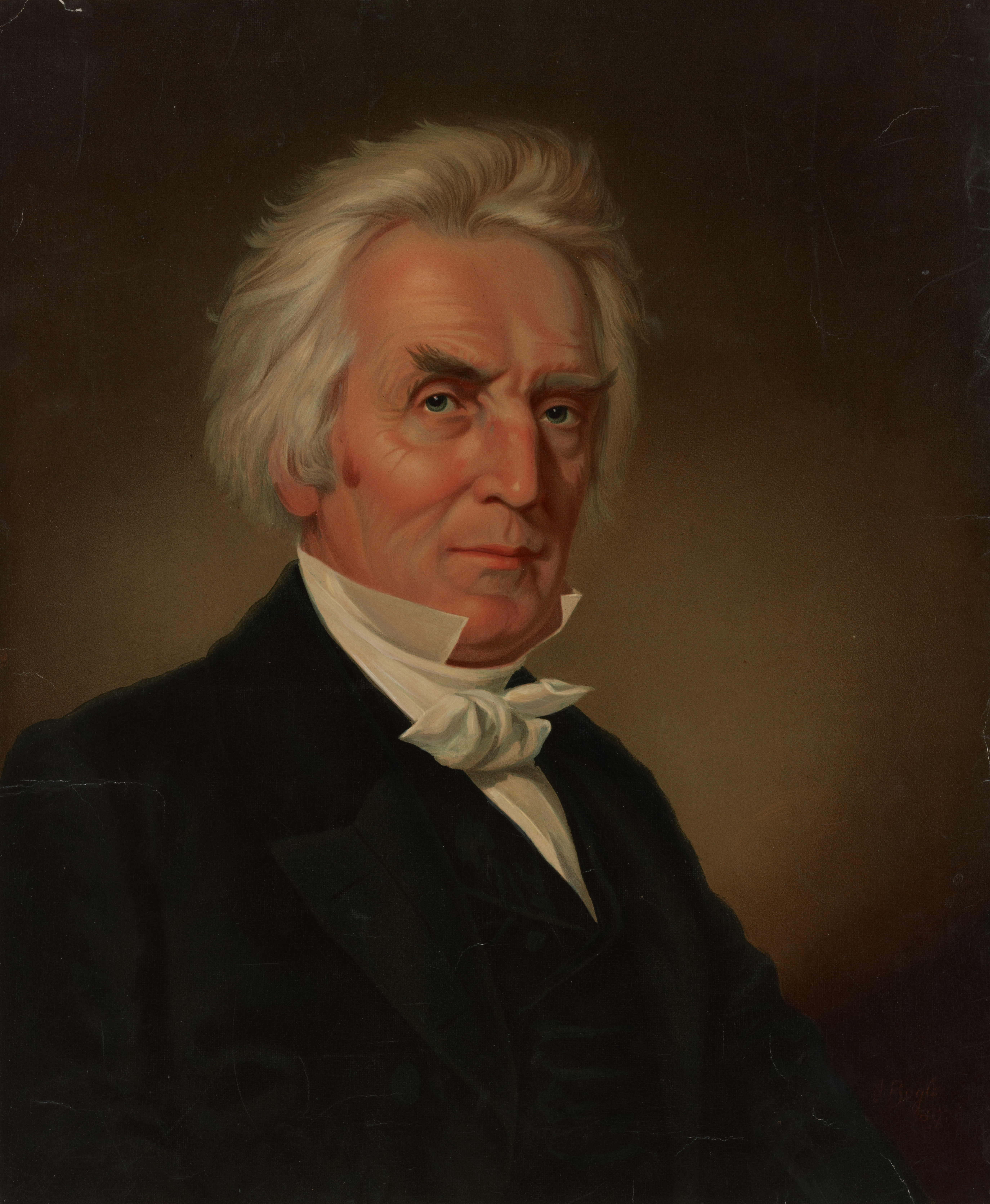
Alexander Campbell. ca. 1855

Alexander Campbell (* 12. September 1788 in Broughshane, Irland; † 4. März 1866 in Bethany, Vereinigte Staaten) war ein schottisch-irischer Einwanderer in Amerika, der dort zum Pastor ordiniert wurde und zusammen mit seinem Vater Thomas Campbell zu einem Anführer der Reformen wurde, die als Restoration Movement bekannt sind. Gelegentlich wird diese Bewegung auch als Stone-Campbell Movement bezeichnet. Die Reform führte zur Entstehung nicht-denominationaler christlicher Kirchen, in denen der Bezug auf die Bibel neben wenigen anderen Hauptpunkten ausschlaggebend ist.
Campbell war durch ähnliche Strömungen in Schottland beeinflusst, speziell durch James und Robert Haldane, die eine Rückkehr zum ursprünglichen Christentum betonten, wie es im Neuen Testament dargestellt wurde. 1832 verband sich die Gruppe der Reformer mit einer ähnlichen Bewegung, die von Barton W. Stone in Kentucky geleitet wurde. Ihre Gemeinden benannten sich seither als Disciples of Christ oder schlicht Christian Churches. Mehrere amerikanische Denominationen haben ihre historischen Wurzeln in dieser Bewegung, unter anderen die Churches of Christ, die Christian churches and churches of Christ, die Evangelical Christian Church in Canada und die Christian Church (Disciples of Christ). Alexander Campbell gründete das Bethany College in Bethany, West Virginia.

## Biografie

### Jugend

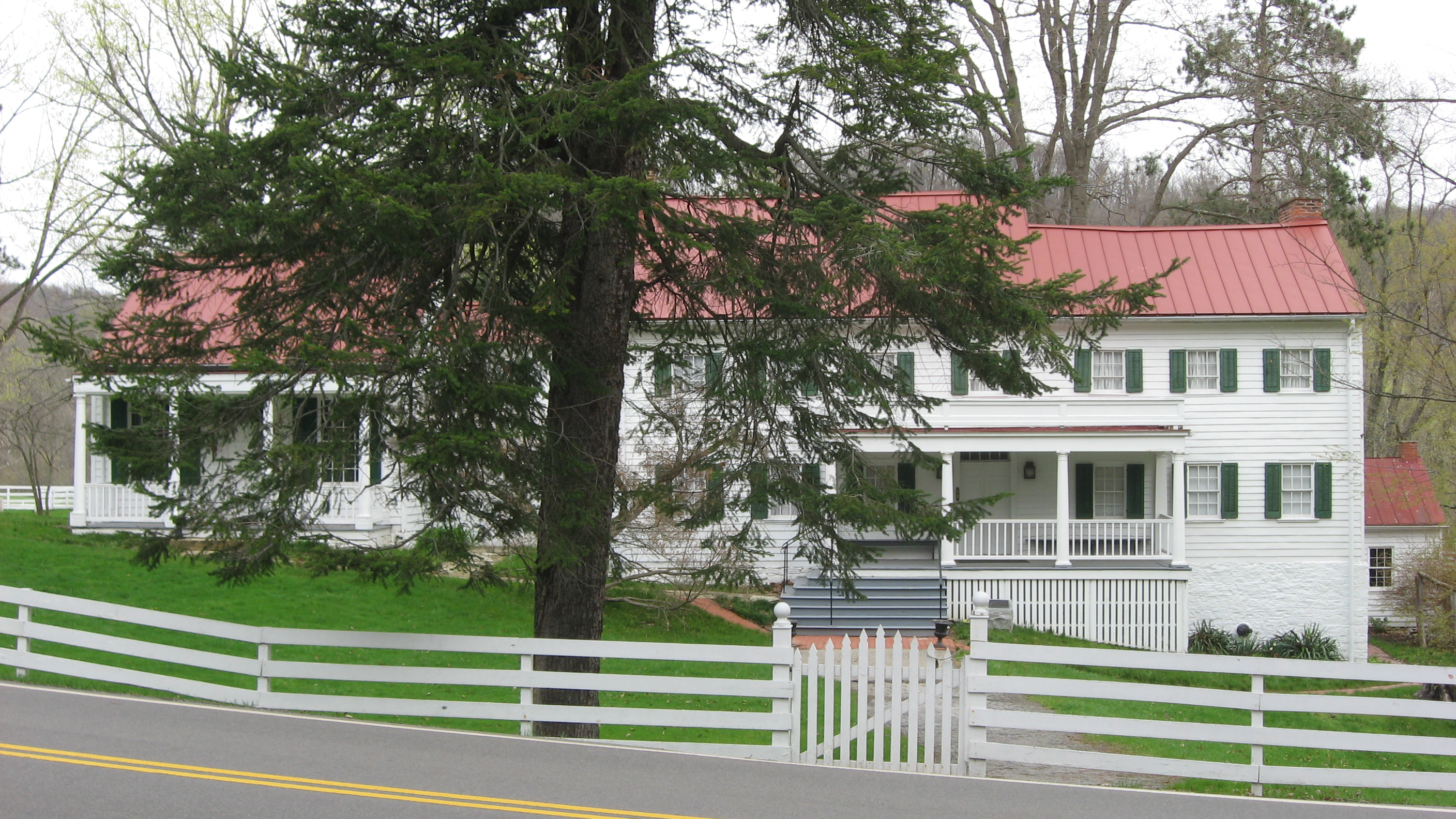
Fassade des Campbell Mansion

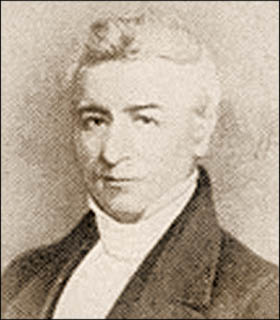
Alexander Campbell als junger Mann

Alexander Campbell wurde am 12. September 1788 in der Nähe von Ballymena, in der Gemeinde Broughshane, County Antrim, Irland, geboren. Thomas Campbell und Jane Corneigle Campbell, seine Eltern, stammten aus Schottland. Wie sein Vater wurde Campbell an der University of Glasgow ausgebildet, wo er von der Philosophie des Scottish Enlightenment zutiefst geprägt wurde. Darüber hinaus hatte John Locke großen Einfluss auf ihn. Im Alter von 21 Jahren emigrierte Alexander Campbell zusammen mit seiner Mutter und seinen Geschwistern in die Vereinigten Staaten, nachdem sein Vater bereits 1807 dorthin ausgewandert war. Sie segelten am 3. August 1809 von Schottland auf der Latonia los und landeten am 29. September in New York, von wo sie über Land nach Philadelphia reisten und sich dann weiter nach West-Pennsylvania wandten. Thomas Campbell war dort als Pastor in Washington County, damals an der Grenze, tätig. Alexander Campbell wurde in der Brush Run Church seines Vaters am 1. Januar 1812 ordiniert.

### Ehen und Familienleben
Am 12. März 1811 hatte Campbell Margaret Brown geheiratet. Deren Vater John Brown war Landbesitzer in Bethany, damals Virginia. Das Paar lebte in dem heute so genannten Alexander Campbell Mansion in der Nähe von Bethany. Sie hatten acht Kinder. Ihr erstes Kind, eine Tochter, wurde am 13. März 1812 geboren. Die Geburt seiner Tochter löste bei Campbell eine intensive Beschäftigung mit der Taufe aus. Letztlich kam er zu dem Schluss, dass die Bibel die Kindertaufe nicht unterstützt, und er kam zu der Erkenntnis, dass die Menschen zur Umkehr aufgefordert sind und die Taufe nicht rechtmäßig sei, bis die Umkehr erfolgt sei.
Nach dem Tod von Margaret 1827 heiratete Campbell am 31. Juli 1828 Selina Huntington Bakewell, mit der er sechs Kinder hatte. Alexander Campbell starb am 4. März 1866 in Bethany. Selina starb am 28. Juni 1897.

## Wirken

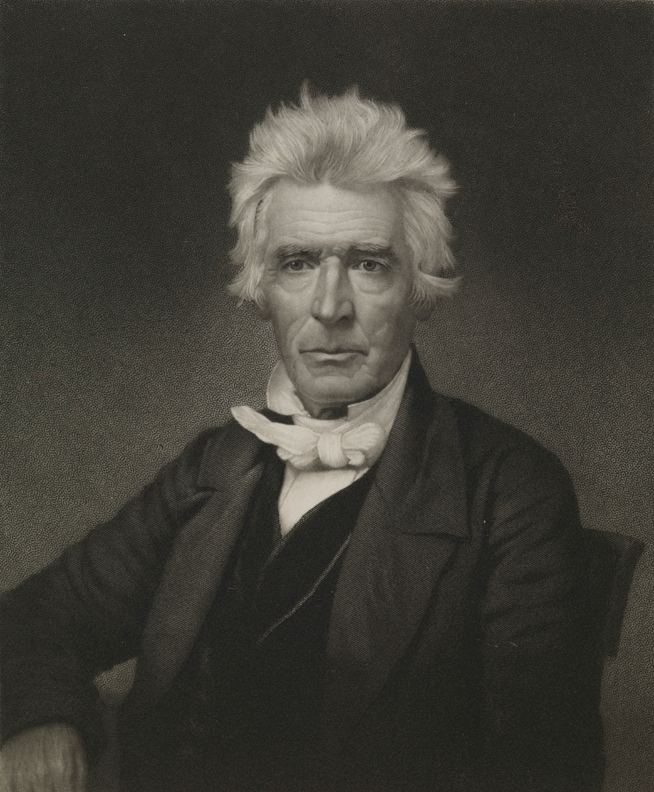
Alexander Campbell

Von 1815 bis 1834 führten Campbell und sein Vater die Brush Run Church im Verband mit einer örtlichen Baptist association. Nach Meinungsverschiedenheiten schlossen sie sich der Mahoning Baptist Association an.
Campbell war Delegierter bei der Virginia Constitutional Convention 1829 in Richmond. Dort traf er auf einige führende Politiker seiner Zeit und wurde eingeladen, in Kirchen in der Hauptstadt zu predigen.
1840 gründete Campbell das Bethany College in Bethany. Er vertrat die Auffassung, dass Geistliche eine College-Ausbildung haben sollten. Viele zukünftige Leiter der Disciples of Christ und der Churches of Christ machten an dem College ihren Abschluss, auch wenn einige der Gemeinden dem theologischen Abschluss und einem professionellen Klerus nicht denselben Wert beimaßen.
Campbell besuchte 1847 noch einmal das Vereinigte Königreich. Während dieser Tour gab er öffentliche Vorlesungen in England und Schottland. Er begab sich nach Irland, um Spenden der U.S. Restoration Movement Churches zu überbringen, die diese zur Linderung der Großen Hungersnot in Irland gesammelt hatten. In Glasgow wurde er von James Robertson zu einer Debatte über die Sklaverei in den Vereinigten Staaten herausgefordert, die von den Südstaaten protegiert wurde. Nach dem heftigen Schlagabtausch verklagte Robertson Campbell wegen Verleumdung. Der Amerikaner wies die Anklage zurück, wurde jedoch verhaftet und 10 Tage lang eingekerkert. Campbell wurde freigelassen, als die Begründung für seine Inhaftierung für illegal befunden wurde. Der Fall wurde letztlich auch verhandelt, aber die Jury entschied zu Campbells Gunsten.

## Schriften

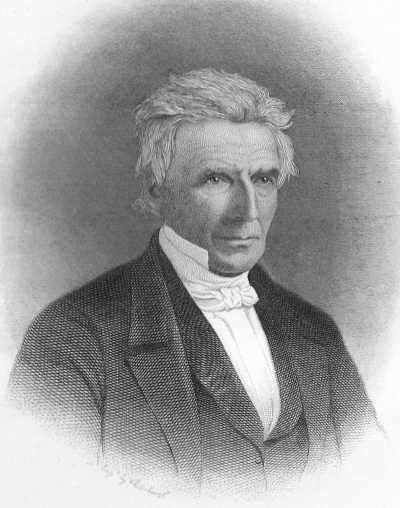
Alexander Campbell 1853

Schon in seinen 20ern verfasste Campbell mehrere Moralische Schriften unter dem Pseudonym Clarinda. Er veröffentlichte sie in einer örtlichen Zeitung. 1820 wurde der Text seiner Debatte mit dem Presbyterianer John Walker veröffentlicht, wodurch er von der Effektivität von Veröffentlichungen überzeugt wurde. Er erwarb eine Druckerpresse und richtete 1823 einen kleinen Verlag ein.
Campbell gab zwei Zeitschriften heraus: zum einen den Christian Baptist von 1823 bis 1830, zum anderen den Millennial Harbinger (deutsch: „Der Vorbote des Tausendjährigen Reiches“). Von 1830 bis zu seinem Tod 1866 war er der Herausgeber. Während der 1850er ließ seine Aktivität auf diesem Gebiet jedoch nach. In beiden Zeitschriften vertrat er eine Reform des Christentums nach den Merkmalen, wie sie an der amerikanischen Grenze praktiziert wurden. Er ermutigte aber auch Verfasser mit abweichenden Meinungen und die Zeitschriften förderten einen lebendigen Dialog über Reformbestrebungen.
1830 erweiterte Campbell seinen Verlag für den Millennial Harbinger. Der Wechsel von Christian Baptist zu Harbinger wurde von verschiedenen Entwicklungen begleitet. Meinungsverschiedenheiten zwischen Campbell und den Baptisten brachen auf und in vielen Baptist associations wurden Personen ausgeschlossen, die mit dem Campbell movement in Beziehung standen. Campbell war besorgt, dass der Name Christian Baptist – den er für weniger passend hielt als die biblische Bezeichnung Disciples – der De-facto-Name der Gruppe werden könnte. Daher suchte er nach einem neuen Namen mit einem positiveren Beiklang und versuchte, durch die Zeitschrift einerseits Reformen zu unterstützen und andererseits auf das Zweite Kommen von Jesus Christus hinzuweisen.
Campbell verfasste mehrere Bücher (The Christian System) und auch einige Lieder (Upon the Banks of Jordan Stood) und stellte eine Übersetzung des Neuen Testaments unter dem Titel The Living Oracles zusammen, das er 1826 veröffentlichte. Es beruhte auf einer Übersetzung von 1818, die George Campbell, James MacKnight und Philip Doddridge verantwortet hatten, und umfasste umfangreiche Anmerkungen von Campbell.

## Öffentliche Diskussionen
1820 diskutierte er mit John Walker, einem Baptisten, in Mount Pleasant, Ohio, über Gläubigentaufe und nahm seitdem regelmäßig an Debatten teil. Einige davon errangen internationales Ansehen, nachdem die Protokolle veröffentlicht worden waren. 1823 diskutierte er mit William L. McCalla, einem Presbyterianer, über die Kindertaufe; im April 1829 mit Robert Owen über Sozialismus und Christentum; im Januar 1837 mit dem Erzbischof von Cincinnati, John Baptist Purcell, über Protestantismus und Katholizismus; im September 1843 verteidigte er das Restoration Movement in einer Diskussion mit Nathan L. Rice, der den traditionellen Presbyterianismus vertrat. Zeitweise war Campbell Debatten-müde.

## Werke (Auswahl)
- The Living Oracles (1826)
- Psalms, Hymns and Spiritual Songs (1828)
- Prospectus of the Millennial Harbinger (1829)
- Delusions: An Analysis of the Book of Mormon (1832)
- The Christian Preacher’s Companion (1836)
- The Christian System (1839)
- The Christian Hymnbook (1843)
- A Tract for the People of Kentucky (1849)
- Christian Baptism – Its Antecedents and Consequents (1851)
- The Acts of the Apostles (1858)
- Memoirs of Elder Thomas Campbell (1861)
- Popular Lectures and Addresses (1863)
- Familiar Lectures on the Pentateuch (1867)

## Vermächtnis und Auszeichnungen
- Campbell war ein Hauptvertreter des Restoration Movement, woraus sich viele neue Impulse für das Christentum in den Vereinigten Staaten entwickelten und nicht-denominationale Kirchen sowie die Disciples of Christ entstanden.
- Sein Wohnsitz in Bethany, das Alexander Campbell Mansion, wurde zum National Historic Landmark erklärt.